# Душань
Душа́нь (кит. упр. 独山, пиньинь Dúshān) — уезд Цяньнань-Буи-Мяоского автономного округа провинции Гуйчжоу (КНР).

## История
Во времена империи Мин в 1494 году была создана Душаньская область (独山州) После Синьхайской революции в Китае была проведена реформа структуры административного деления, в ходе которой области были упразднены, и поэтому в 1914 году Душаньская область была преобразована в уезд Душань.
После вхождения этих мест в состав КНР в 1950 году был создан Специальный район Душань (独山专区), и уезд вошёл в его состав. В 1952 году власти специального района переехали из уезда Душань в уезд Дуюнь, и Специальный район Душань был переименован в Специальный район Дуюнь (都匀专区). 
8 августа 1956 года Специальный район Дуюнь был расформирован, и был создан Цяньнань-Буи-Мяоский автономный округ; уезд вошёл в состав автономного округа. В 1958 году к уезду Душань были присоединены земли расформированного уезда Либо и часть земель расформированного уезда Пинтан, но в 1961 году уезды Либо и Пинтан были воссозданы.

## Административное деление
Уезд делится на 8 посёлков.